# Schuifzone

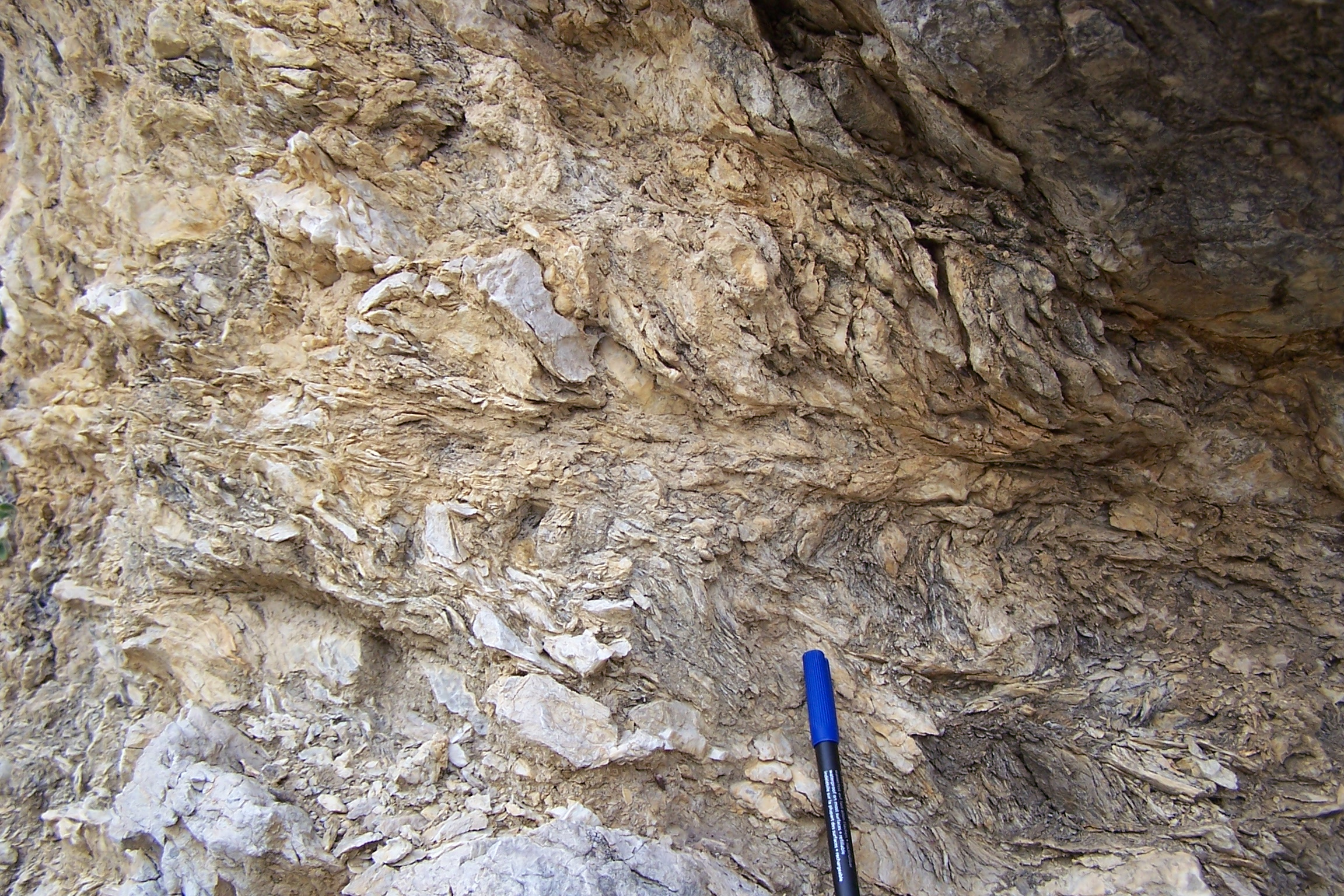
Schuifzone van een overschuivingsbreuk (nabij Abella de la Conca, Spanje

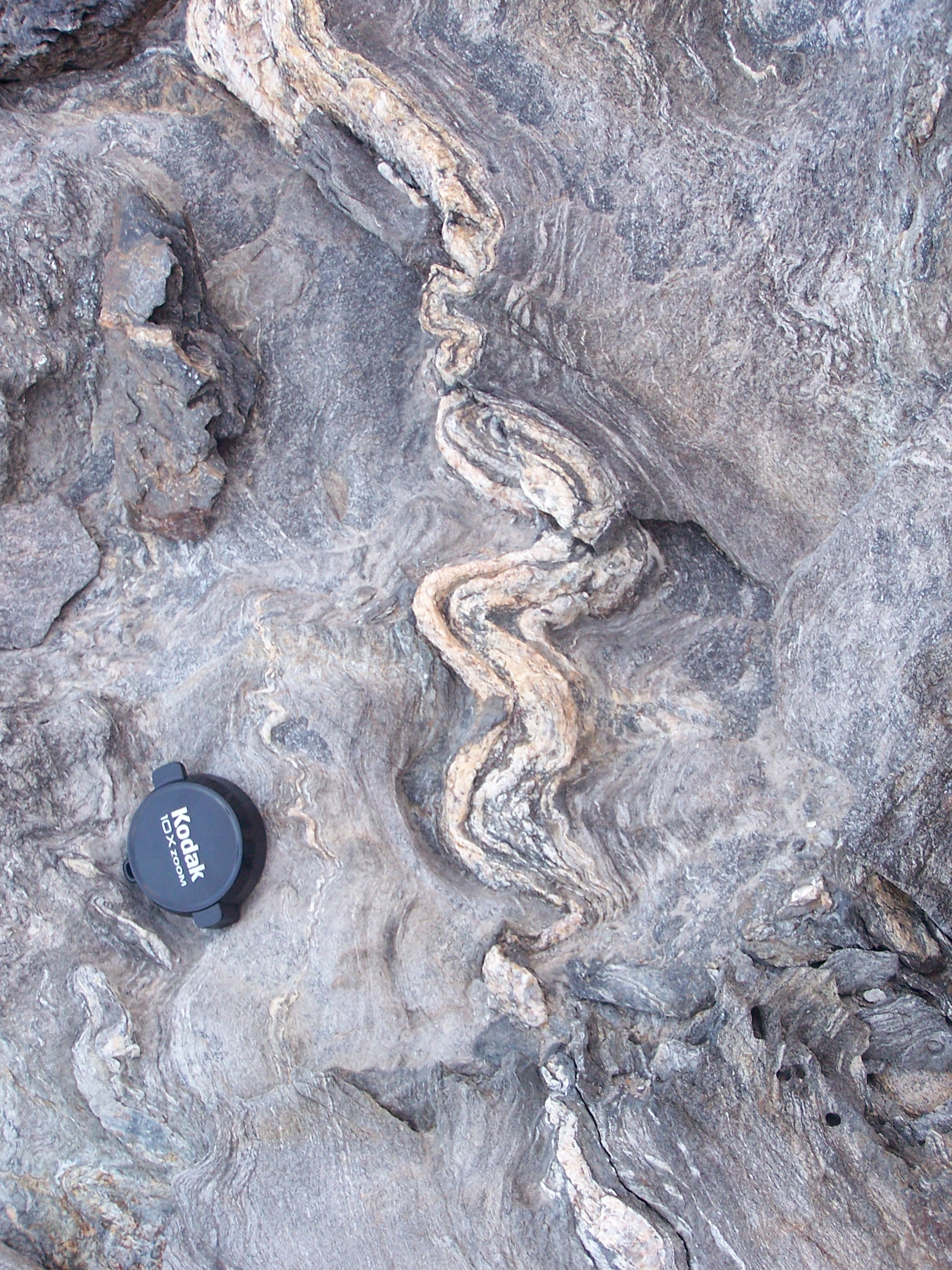
Boudinagestructuur op de Cap de Creus, Hercynisch basement, Spanje

Een schuifzone (Engels en algemene term: shear zone) is een zone in gesteenten waarbinnen sterke deformatie plaatsvond. In de ondiepe aardkorst zal materiaal bros deformeren door beweging langs breuken, waarbij twee stukken korst langs elkaar bewegen. Dieper in de korst en in de aardmantel heersen daarvoor te hoge druk en temperatuur, zodat deformatie op ductiele wijze plaatsvindt. Dat betekent dat het gesteente vloeit/stroomt in plaats van te breken. De beweging en deformatie zal zich concentreren in schuifzones.

## Structuren en lithologieën in schuifzones
Zoals gezegd kan ductiele deformatie in gesteenten niet aan het oppervlak plaatsvinden. Een oude ductiele schuifzone kan wel door tektonische bewegingen en erosie aan het oppervlak komen te liggen, waarna de structuren en gesteenten te bestuderen zijn. 
Schuifzones kunnen optreden bij zeer diepe structureel geologische bewegingen, maar ook bij ondiepere overschuivingen. In schuifzones treden regelmatig boudinage-structuren op.

## Meetkundige benadering
Bij een schuifzone is de maximale hoofdspanningsrichting gericht in de as van de schuifzone.